# Wojciech Stawowski
Wojciech Stawowski herbu Jelita (ur. w 1625, zm. 20 czerwca 1693 w Gnieźnie) – polski duchowny rzymskokatolicki, biskup petreeński sufragan i oficjał gnieźnieński, kanclerz, a następnie archidiakon kujawski.

## Życiorys
Jego rodzicami byli Wawrzyniec z Kempadłów Stawowski herbu Jelita z powiatu orłowskiego w województwie łęczyckim oraz Zofia z Krąkowa Krąkowska herbu Trąby. Po ukończeniu Akademii Krakowskiej, studiował za granicą. Został wyświęcony na kapłana. Był kolejno kanonikiem łowickim, następnie kujawskim, a 22 czerwca 1664 r. został wybrany kanonikiem gnieźnieńskim. W 1668 r. otrzymał w 21-letnią emfiteuzę wieś prestymonialną Polanowo, zniszczoną zupełnie w czasie potopu szwedzkiego z obowiązkiem jej odbudowania, osadzenia na niej trzech kmieci i płacenia kapitule 6 złotych rocznie.  
Został przedstawiony arcybiskupowi Olszowskiemu przez kapitułę jako jeden z trzech kandydatów na stanowisko gnieźnieńskiego biskupa pomocniczego po śmierci J. Ch. Bużeńskiego (1674). Metropolita polecił Stawowskiego Stolicy Apostolskiej, a papież prekonizował kandydata biskupem petreeńskim i sufraganem gnieźnieńskim 23 marca 1676 r. Po czym Stawowski został konsekrowany przez arcybiskupa. Instalacja nowego biskupa odbyła się 14 kwietnia 1678 r..
W 1684 r. był prezydentem Trybunału Koronnego. Po śmierci abpa Jana Stefana Wydżgi został wybrany wikariuszem generalnym i oficjałem administratora archidiecezji sede vacante.
Zmarł 20 czerwca 1693 r. w niejasnych okolicznościach. Po powrocie z Włocławka z uroczystości objęcia godności archidiakona kujawskiego zmarł nagle w swoim łożu w Gnieźnie mimo braku oznak pogorszenia zdrowia. Na ciele zmarłego nie znaleziono żadnych ran, mimo to osiem lat później uznano biskupa za ofiarę morderstwa popełnionego z pobudek materialnych.
Znany był z hojności, jeszcze jako kanonik ofiarował 3 tys. złotych na odnowienie grobowca św. Wojciecha, jako biskup fundował dzwon Wojciech, składał ofiary na kaplice i kościoły (m.in. w Kretkowie, Lądku, Łopiennie, Juncewie). Ponadto uważano go za dobroczyńcę ubogich oraz zasłużónego proboszcza w Uniejowie, Żninie i Bolemowie.
Został pochowany w kaplicy Ciała Bożego w katedrze gnieźnieńskiej. Swoje kazanie poświęcił mu ks. Piotr Stanisław Dunin SJ.